# المئزر (نجم)

خريطة كوكبة الدب الأكبر، ويتوسط نجم المئزر نجوم الذيل الثلاثة.

المئزر أو العَنَاقُ أو «زيتا الدب الأكبر» رابع ألمع نجوم كوكبة الدب الأكبر والنجم التاسع والستين من حيث اللمعان في السماء بقدر ظاهري يبلغ 2,27. نجم المئزر يتوسط ذيل الدب الأكبر. يبعد عنا 78 سنة ضوئية.
ببصر طبيعي بالإمكان ملاحظة نجم خافت يدور حول المئزر يبلغ قدره الظاهري 4 تقريباً ويسمى «السها». وقد تمت ملاحظة أنهما يشكلان معاً نظاماً نجمياً في القرن السابع عشر. يبعد السها عن المئزر 380 وحدة فلكية (17 ساعة ضوئية تقريباً). وقد كان العرب القدماء يختبرون قوة أبصارهم بواسطة هذا النجم. ولاحقا بعد عقود من اكتشاف أنهما يكوِّنان نجماً ثنائياً اكتشف نجمان آخران يدوران حول المئزر أي أنه نجم متعدد. وجميعهم جزء من مجموعة الدب الأكبر المتحركة.